# Kastell Ennetach
Das Kastell Ennetach ist ein frührömisches Grenzkastell der älteren Donaulinie des Raetischen Limes. Es liegt als Bodendenkmal in einem weitgehend unbebauten Bereich von Ennetach, einem Ortsteil von Mengen im Landkreis Sigmaringen in Baden-Württemberg.

## Lage
Das Kastell Ennetach gehörte zu einer Kette von Kastellen, mit denen die Römer in claudischer Zeit die „Donausüdstraße“ und die Donau selbst als Teil der nördlichen Grenze des Imperiums absicherten. Ennetach befindet sich innerhalb dieser Linie an einer verkehrsgeographisch und strategisch günstigen Position. Unmittelbar nach der heutigen Ortschaft Scheer weitet sich hier das Donautal und trifft auf das von Süden her kommende Ablachtal. Durch Letzteres führte eine Römerstraße in den Bodenseeraum.

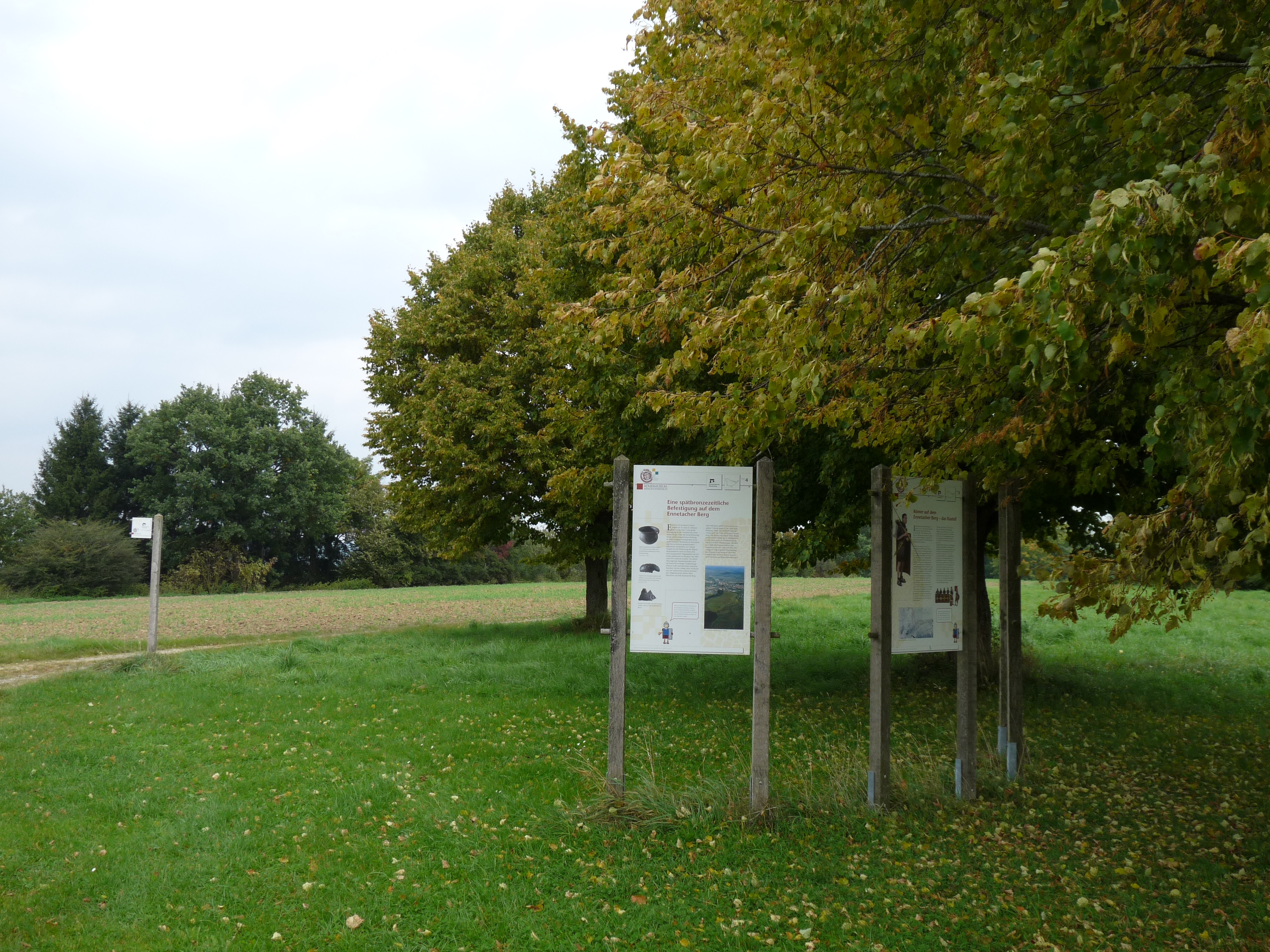
Infotafeln am Standort des Ennetacher Kastells

In diesem Bereich wurde auf dem sich spornartig über das Gelände erhebenden, plateauförmig abgeflachten „Ennetacher Berg“ das Militärlager errichtet. Im heutigen Ortsbild befindet sich diese Stelle auf den Äckern am südwestlichen Rand der Gemeinde. Schon in vorrömischer Zeit war dieser Platz wiederholt mit Befestigungen versehen worden. So ließen sich hier auch bronzezeitliche und hallstatt- bzw. La-Tène-zeitliche Siedlungen nachweisen.

## Forschungsgeschichte
Eine römische Ansiedlung mit Militärpräsenz im Ennetacher Raum war schon im 19. Jahrhundert vermutet worden. Am Hang über dem Hof Hipfelsberg hat man 1810 einen römischen Weihestein zu Ehren des Heilgottes Apollo Granus und Münzen gefunden. Die Inschrift lautet: APOLINI/ GRANNO/ ET NIMPH/ IS. C. VIDIVS./ IVLIVS PRO/ SE ET SVIS/ V. S. LLM.
Archäologische Ausgrabungen, die in den Jahren 1850, 1888 und 1949/50 durchgeführt wurden, waren jedoch unsystematisch und blieben daher ohne nennenswerte Ergebnisse und ohne Widerhall in der archäologischen Fachliteratur. Vereinzelte Oberflächenfunde gaben immer wieder Anlass zu Spekulationen, die jedoch nie weiter verfolgt wurden. Obwohl das Kastell bereits bei den Grabungen von 1850 angeschnitten worden war, geriet der Platz wieder in Vergessenheit.
Erst 1997 erfolgte eine neuerliche Lokalisierung durch die Geländebegehung ehrenamtlicher Mitarbeiter der Bodendenkmalpflege, die zahlreiche vorflavische Oberflächenfunde zusammentrugen. Daraufhin veranlasste Luftbilder blieben ohne Ergebnisse, doch noch im selben Jahr wurde durch geophysikalische Messungen das Kastell bestätigt. Endgültige Gewissheit erbrachten dann die 1998 begonnenen Ausgrabungen der Tübinger Außenstelle des Landesdenkmalamtes Baden-Württemberg.

## Kastell
Erste Funde stammen aus der Zeit der Eroberung des Voralpenraums im Rahmen des Alpenfeldzugs unter Kaiser Augustus. Die Errichtung der Militäranlage auf dem Ennetacher Berg erfolgte erst in claudischer Zeit, wohl um die Jahre 40 bis 45 n. Chr. Die militärische Nutzung des Geländes endete nach der Verkürzung und Vorverlegung des Limes in frühdomitianischer Zeit auf die Linie des Alblimes.
Anders als andere Kastelle hat dieses die Form eines Dreiecks.
Seit die Grabungen 1998 wieder aufgenommen wurden, konnten bislang (Stand: 2005) insgesamt vier Kastellbauphasen sicher nachgewiesen werden. Eine weitere wird aufgrund geomagnetischer Messungen vermutet.
Über die hier stationierten Einheiten können nach dem gegenwärtigen Stand der Forschungen noch keine zuverlässigen Aussagen getroffen werden. Aufgrund des Fundmaterials ist davon auszugehen, dass es sich um einen gemischten Verband aus Fußsoldaten, Reitern, Bogenschützen und möglicherweise auch Legionssoldaten handelte.
Alle Lager waren reine Holz-Erde-Lager. Es konnten bislang keine Steingebäude nachgewiesen werden, wie sie in anderen Kastellen beim Aufbau nach den Wirren des Vierkaiserjahres 68/69 n. Chr. häufig anzutreffen sind.
Aufgrund der Münzfunde und der datierbaren Keramikfragmente lässt sich die Belegungsdauer auf den Zeitraum zwischen 40/45 und 70/75 n. Chr. eingrenzen. Andere Literatur spricht von einer Belegung von 35 bis 75 n. Chr.

### Kastellbauphasen A und B
Bei Bauphase A handelt es sich möglicherweise um das 0,5 ha große Baulager, das von einem einfachen Spitzgraben umgeben war. Das claudische Kastell B erstreckt sich über eine Fläche von rund einem Hektar. Es besaß einen doppelten und einen einfachen Spitzgraben. Der innere Spitzgraben war noch in einer Breite von 2,5 bis 3,0 m und einer Tiefe von 1,5 m unter der Ackeroberfläche erhalten.

### Kastellbauphase C
Noch in frühflavischer Zeit entstand das nachfolgende Kastell C, das eine Fläche von rund zwei Hektar einnimmt. Es war von einem doppelten Spitzgrabensystem umgeben und mit einer durchschnittlich knapp 3,5 m breiten Holz-Erde-Mauer bewehrt. Auf der Donauseite des Lagers wurden insgesamt fünf Wehrtürme festgestellt, ferner eine von zwei Türmen flankierte Toranlage auf der Südwestseite. Die Durchfahrtsbreite dieser Toranlage betrug knappe fünf Meter.
Von der Innenbebauung ließen sich nur noch schwache Reste ermitteln, insbesondere ein etwa 22,5 m langes Gebäude unbestimmter Verwendung mit einem offenen Innenhof und einem darin befindlichen Kellerraum.

### Kastellbauphase D
Kastell D entstand wohl ebenfalls noch in frühflavischer Zeit und war möglicherweise bis in frühdomitianische Zeit belegt, wie eine Münze des Domitian aus dem Jahr 81 n. Chr. vermuten lässt. Das Lager erstreckt sich über eine Fläche von annähernd drei Hektar und wurde von zwei Spitzgräben gesichert, deren Breite zwischen drei und vier Meter betrug.

### Kastellbauphase E
Eine mögliche Bauphase E wurde bislang nur durch geomagnetische Messungen geortet. In etwa acht bis zehn Metern westlicher Entfernung von Kastell D erbrachten diese Untersuchungen Spuren von weiteren Gräben. Der archäologische Nachweis steht derzeit noch aus.

## Vicus
Der Vicus, das Kastelldorf, befindet sich nicht auf dem Bergsporn selbst, sondern am Fuße des „Ennetacher Berges“ innerhalb der heutigen Ortschaft. Hier orientiert er sich am Verlauf der Ablach in antiker Zeit und nimmt dadurch eine lang gestreckte, gebogene Form ein. Bemerkenswert ist der Umstand, dass sich im Fundmaterial des Vicus keine vorflavischen Funde befinden, so dass der Beginn der Besiedlung nicht zeitgleich mit der frühesten Militärpräsenz, sondern erst frühestens um das Jahr 70 n. Chr. eingesetzt haben kann. Möglicherweise existiert noch ein weiterer, bislang unentdeckter, claudisch-neronischer Vicus westlich des Kastells auf dem Hochplateau. Dort wurden ebenfalls einzelne Funde gemacht, doch könnten diese auch aus dem Kastellareal stammen und im Lauf der Jahrhunderte durch die landwirtschaftliche Nutzung dorthin gelangt sein.
Gesichert ist hingegen, dass die Zivilsiedlung in der Zeit der innen-, außenpolitischen und wirtschaftlichen Krise verbunden mit den Germaneneinfällen um 250 n. Chr. ihr Ende fand und spätestens mit dem Rückzug der Römer hinter den Donau-Iller-Rhein-Limes um das Jahr 260 n. Chr. aufgegeben wurde.
Bemerkenswert ist ein Gebäude, das 1962 teilweise freigelegt wurde und aufgrund der Funde und Befunde wohl als Therme angesprochen werden kann (48° 3′ 2,3″ N, 9° 18′ 53,3″ O). Anders als Keramik, Glas oder Knochen erhalten sich organische Materialien wie Leder nur bei extrem günstigen Bedingungen. Unter Luftabschluss in feuchten Böden finden sich gelegentlich Textilien, Leder- und Holzobjekte. Auch an anderer Stelle im Bereich der römischen Siedlung von Mengen-Ennetach gab es diesen Glücksfall, dass sich im Bereich eines antiken Bachlaufs, möglicherweise der Ablach, Leder- und Schuhreste (Schuhsohlen) aus dem 2. Jahrhundert nach Christus erhalten haben. Die Funde deuten möglicherweise auf eine Schusterwerkstatt der römischen Siedlung hin.
Ende des 19. Jahrhunderts wurde an der Südseite Ennetachs eine 3 Meter breite, 1,20 Meter tief liegende Furt durch die Ablach mit Spuren römischer Altertümer ausgegraben, wahrscheinlich Übergangsstelle der Römerstraße in Richtung Mengen.
Nicht zuletzt bedingt durch den Umstand der Überbauung wurde der Vicus von Ennetach bislang nicht planmäßig oder auch nur halbwegs vollständig untersucht. Es besteht derzeit nur wenig Erkenntnis über die genaue Ausdehnung und Struktur der Siedlung. Ein wohlhabender Ort kann aber vor dem Hintergrund der günstigen verkehrsgeographischen Lage allemal angenommen werden.

## Fundverbleib

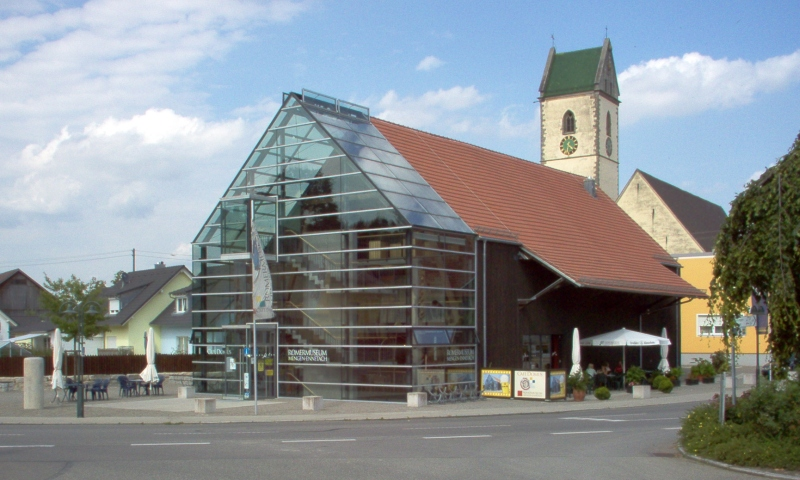
Das ehemalige Römermuseum in Ennetach

Das Fundmaterial der älteren Ennetacher Ausgrabungen befindet sich in der Provinzialrömischen Abteilung der Archäologischen Sammlung des Landesmuseums Württemberg. Die Funde der Ausgrabungen im Kastell seit 1998 befinden sich im Regierungspräsidium Tübingen – Archäologische Denkmalpflege (u. a. ein Amor, auf einem Delphin reitend, vom Ennetacher Berg aus dem 1. nachchristlichen Jahrhundert) beziehungsweise befanden sich bis zu seiner Schließung im Jahr 2015 im Römermuseum Mengen-Ennetach. Das Römermuseum wurde 2001 eröffnet und befand sich im Ortszentrum von Ennetach. Vom Museum aus führt ein gut fünf Kilometer langer, archäologischer Rundwanderweg zu den relevanten Fundplätzen des Ortes, die jedoch aufgrund der fehlenden Steinbauweise nicht mehr oberirdisch erhalten sind.

## Denkmalschutz
Das Kastell Ennetach und die erwähnten Bodendenkmale sind geschützt als Kulturdenkmale nach dem Denkmalschutzgesetz des Landes Baden-Württemberg (DSchG). Nachforschungen und gezieltes Sammeln von Funden sind genehmigungspflichtig, Zufallsfunde an die Denkmalbehörden zu melden.